# 帕特·梅西尼

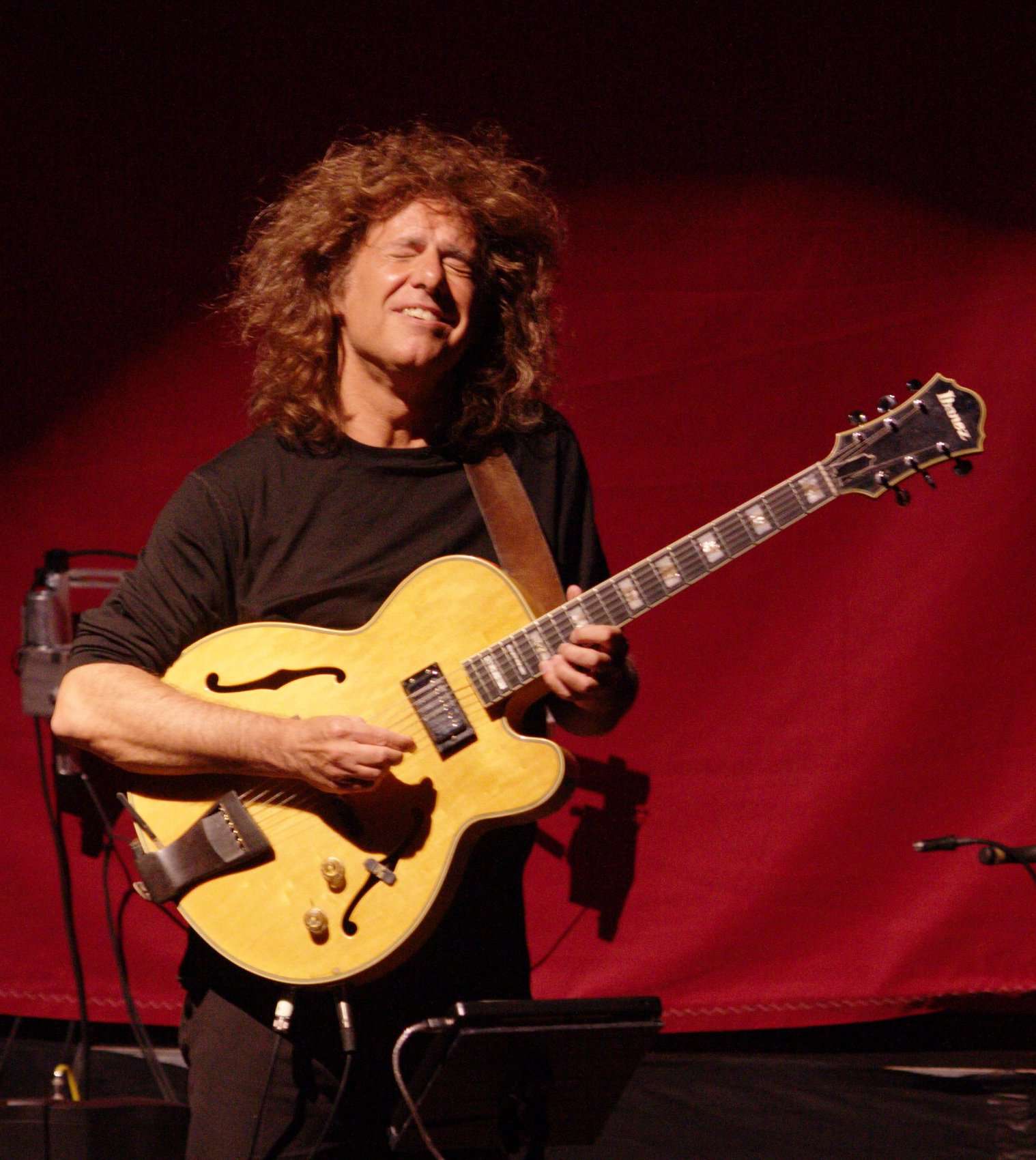
帕特里克·布鲁斯·梅西尼

帕特里克·布鲁斯·梅西尼（Patrick Bruce Metheny， /məˈθiːni/ mə-THEE-nee ；1954年8月12日—）是一位美国爵士乐吉他手、作曲家。 他有三張唱片獲得金唱片認證，此外他還獲得20项葛萊美獎 。